# Шеленберг
Шеленберг (на немски: Schellenberg) е община в Княжество Лихтенщайн с 1 119 жители на 30 юни 2020 г.
- Манастир Шеленберг